# Districtul Bab El Assa
Bab El Assa este un district din provincia Tlemcen, Algeria.